# Krabbendam
Krabbendam (52° 44′ N, 4° 42′ L) é uma cidade dos Países Baixos, na província de Holanda do Norte. Krabbendam pertence ao município de Schagen, e está situada a 10 km, a norte de Alkmaar.
A área de Krabbendam, que também inclui as partes periféricas da cidade, bem como a zona rural circundante, tem uma população estimada em 140 habitantes.